# خوان ميلينديز فالديز
خوان ميلينديز فالديز هو كاتب وشاعر وسياسي إسباني، ولد في 11 مارس 1754 في رايبيرا ديل فرينسو في إسبانيا، وتوفي في 24 مايو 1817 في مونبلييه في فرنسا.

## وصلات خارجية
- خوان ميلينديز فالديز على موقع الموسوعة البريطانية (الإنجليزية)